# ACME (editore)
ACME è stata una casa editrice italiana fondata nel 1989 da Francesco Coniglio e Silver e attiva fino al 1995. Ha avuto nel suo catalogo importanti personaggi dei fumetti come Lupo Alberto e Cattivik.

## Storia
Nel 1989 acquisisce i diritti sul personaggio di Lupo Alberto subentrando alla Glénat nella pubblicazione di una serie a fumetti dedicata al personaggio e, poco dopo, in un formato simile, esordisce anche una serie contenitore dedicata a Cattivik che presenta sia storie di nuova realizzazione che ristampe. Nello stesso anno esordisce una rivista antologica a fumetti di genere horror con storie inedite realizzate prevalentemente da giovani autori italiani, Splatter, seguita l'anno successivo da un'altra molto simile, Mostri. Queste due riviste, nate sulla scia del successo di Dylan Dog, ebbero inizialmente un notevole successo ma incontrarono anche problemi di censura, provocando persino un’interrogazione parlamentare. Paolo Di Orazio, curatore di entrambe le riviste, pubblicò con l'editore una raccolta di racconti, Primi Delitti, ispirati da alcune sue storie apparse sulla rivista Splatter che venne pubblicata nel 1989 e arrivò a vendere 12 000 copie. Per via dei contenuti ritenuti diseducativo, venne imposto il divieto di vendita ai minori per entrambi i mensili causandone di fatto la chiusura. Queste pressioni determinarono trasformazioni interne e successivamente anche alla creazione di nuovi marchi quali Macchia Nera, Blue Press, Mare Nero o al riutilizzo di altri già esistenti, come Castelvecchi; Francesco Coniglio poi continuerà l'attività di editore col proprio nome. Silver ha proseguito la pubblicazione della serie incentrata sul proprio personaggio con una propria nuova casa editrice, la McK Publishing.

## Elenco delle pubblicazioni
- Lupo Alberto (dal 1989)[4]
- Lupo Alberto Ristampa (1991-1995)[4][12]
- Lupo Alberto Magazine (1991-1994, 10 numeri)[13]
- Cattivik (1989-1995)[5]
- Splatter (1989-1991, 23 numeri)[6]
- Mostri (1990-1991, 15 numeri)[7]
- Zio Tibia (1991, 6 numeri)[14]
- Torpedo (1990-1991, 11 numeri)[15]
- Hey Rock Animal Comic (1990-1991, 8 numeri)[16]
- Hey Rock (1989-1990, 10 numeri)[17]
- Ciacci (1989-1990, 8 numeri)[18]